# Y:et

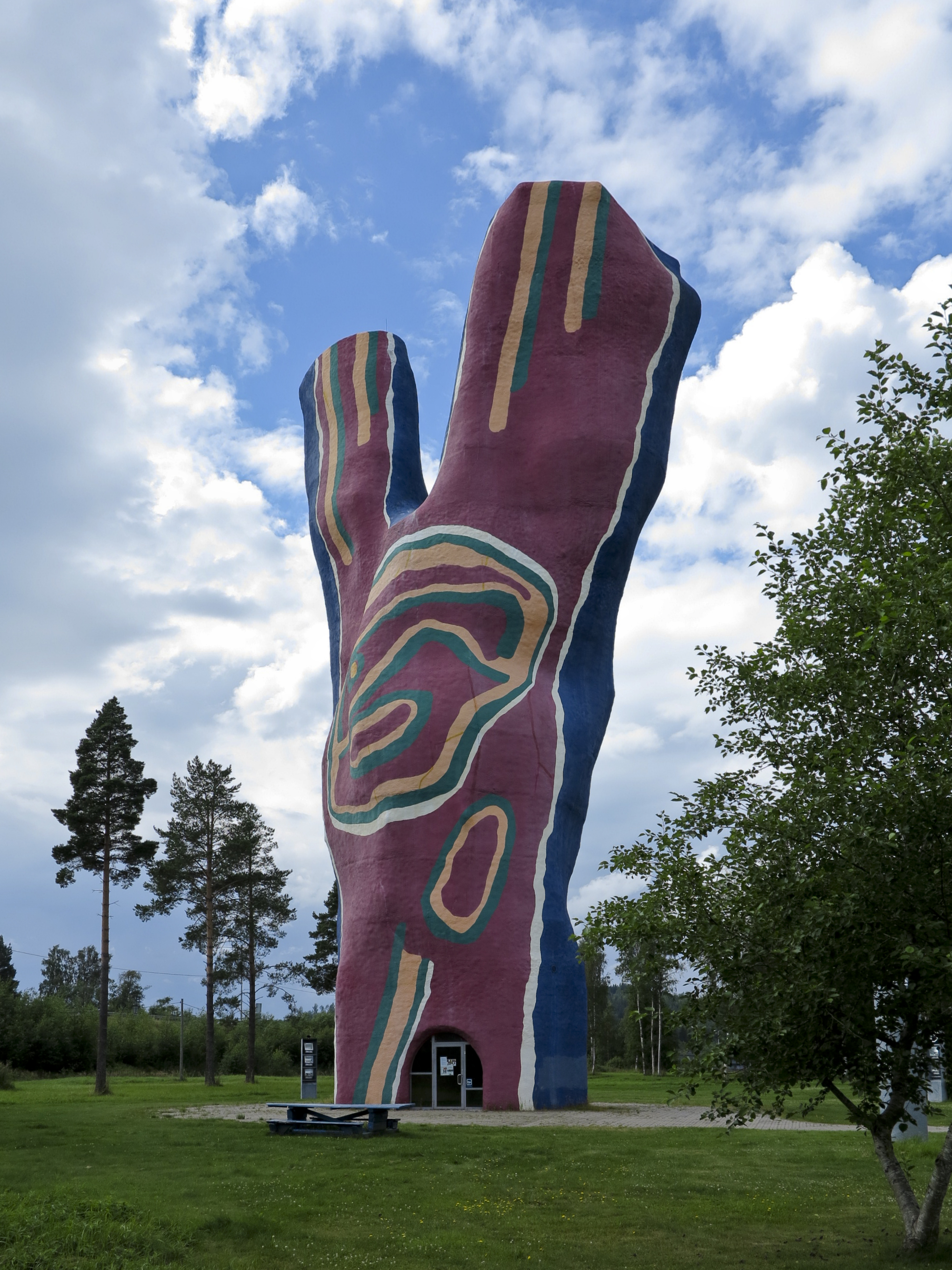
Y:et av Bengt Lindström.

Y:et är en skulptur i kolossalformat av Bengt Lindström. Den står  i Timrå kommun i närheten av Europaväg 4 där den passerar Sundsvall-Timrå Airport, på ön Skeppsholmen vid Deltavägen (E4-sträckningen över Indalsälvens delta). Monumentet invigdes den 3 september 1995 och föreställer bokstaven Y, som är länsbokstav för Västernorrlands län. Den är uppförd i 80 millimeter sprutbetong, är 30,5 meter hög och väger 700 ton. Färgen väger 3 000 kg. Under några år var Timrås turistbyrå inhyst i skulpturen. En renovering av skulpturen var klar hösten 2019. En återinvigning var planerad 2020 (inställd pga coronapandemin).